# DeWolff IV
DeWolff IV é o terceiro Album da banda DeWolff lançado em 2012.

## Faixas
| N.º            | Título                                         | Duração |  |
| 1.             | "Voodoo Mademoiselle"                          | 03:02   |  |
| 2.             | "Six Holes And A Ghost"                        | 04:09   |  |
| 3.             | "Devil's Due"                                  | 04:15   |  |
| 4.             | "Crumbling Heart"                              | 03:19   |  |
| 5.             | "The Only Thornless Rose"                      | 03:31   |  |
| 6.             | "Northbound"                                   | 04:27   |  |
| 7.             | "Devil On A Wire - The Telephone"              | 05:33   |  |
| 8.             | "Black Hole Raga"                              | 02:53   |  |
| 9.             | "Sixth Dimension Blues - The Telephone Pt. II" | 05:05   |  |
| 10.            | "Astral Awareness"                             | 02:02   |  |
| 11.            | "Vicious Times"                                | 03:49   |  |
| Duração total: | Duração total:                                 | 42:00   |  |

## Créditos
- Pablo van de Poel - guitarra e vocal (2007 - presente)
- Robin Piso - hammond organ e vocal (2007 - presente)
- Luka van de Poel - bateria (2007 - presente)